# Международный кинофестиваль в Чикаго
Международный кинофестиваль в Чикаго (англ. Chicago International Film Festival) — ежегодный международный кинофестиваль, проходящий каждую осень в Чикаго. Проводится с 1964 года и является старейшим в своём роде в Северной Америке.
В 2010 году на 46-м международном кинофестивале в Чикаго было представлено 150 фильмов из свыше 50 стран. Программа фестиваля состояла из множества различных секций, включающих конкурс стран, новых режиссёров, американское кино и другие.

## Программа международных связей
Программа международных связей была создана в 2003 году с целью повышения уровня информированности в международной культуре кино, привнесения разнообразия в Чикаго и для увеличения привлекательности фестиваля для зрительской аудитории и персонала различных национальностей. Иностранные фильмы показываются бесплатно еженедельно по всему городу с июля по сентябрь.

## Гран-при — «Золотой Хьюго»
| Год  | Фильм-победитель                                                                     | Режиссёр(ы)                  | Страна               |       |
| ---- | ------------------------------------------------------------------------------------ | ---------------------------- | -------------------- | ----- |
| 1974 | Пиросмани (Pirosmani)                                                                | Георгий Шенгелая             | СССР                 |       |
| 1988 | Маленькая Вера (Malenkaya Vera)                                                      | Василий Пичул                | СССР                 |       |
| 1989 | Город Зеро (Gorod Zero)                                                              | Карен Шахназаров             | СССР                 |       |
| 1990 | Цзюй Доу (Ju Dou)                                                                    | Чжан Имоу и Ян Фэнлян        | Китай                |       |
| 1991 | Деликатесы (Delicatessen)                                                            | Жан-Пьер Жёне                | ki Франция           |       |
| 1992 | Солнце в листве айвового дерева (El sol del membrillo)                               | Виктор Эрисе                 | Испания              | [ 1 ] |
| 1993 | Блеск (Kira kira hikaru)                                                             | Дзёдзи Мацуока               | Япония               | [ 1 ] |
| 1994 | 71 фрагмент хронологической случайности (71 Fragmente einer Chronologie des Zufalls) | Михаэль Ханеке               | Австрия              |       |
| 1995 | Свет иллюзий                                                                         | Хирокадзу Корээда            | Япония               |       |
| 1996 | Насмешка                                                                             | Патрис Леконт                | Франция              |       |
| 1997 | Зимний гость                                                                         | Алан Рикман                  | Великобритания       |       |
| 1998 | Дыра (Dong)                                                                          | Цай Минлян                   | Китайская Республика |       |
| 1999 | Болезнь Захса (La maladie de Sachs)                                                  | Мишель Девиль                | Франция              |       |
| 2000 | Сука любовь                                                                          | Алехандро Гонсалес Иньярриту | Мексика              |       |
| 2001 | Толстушка (A ma soeur!)                                                              | Катрин Брейя                 | Франция              |       |
| 2002 | Madame Sata                                                                          | Karim Ainouz                 | Бразилия             |       |
| 2003 | Багровое золото (Talaye Sorkh)                                                       | Джафар Панахи                | Иран                 |       |
| 2004 | Контроль                                                                             | Нимрод Антал                 | Венгрия              |       |
| 2005 | My Nikifor (Moj Nikifor)                                                             | Кшиштоф Краузе               | Польша               |       |
| 2006 | Fireworks Wednesday (Chaharshanbe Suri)                                              | Асгар Фархади                | Иран                 |       |
| 2007 | Безмолвный свет (Stellet Lijcht)                                                     | Карлос Рейгадас              | Мексика              |       |
| 2008 | Голод                                                                                | Стив Маккуин                 | Ирландия             |       |
| 2009 | Mississippi Damned                                                                   | Tina Mabry                   | США                  |       |
| 2010 | Как я провёл этим летом (Kak ya provyol etim letom)                                  | Алексей Попогребский         | Россия               |       |
| 2011 | Гавр                                                                                 | Аки Каурисмяки               | Финляндия            |       |
| 2012 | Корпорация «Святые моторы»                                                           | Лео Каракс                   | Франция              |       |
| 2013 | My Sweet Pepper Land                                                                 | Хинер Салеем                 | Германия · Франция   |       |
| 2014 | Президент                                                                            | Мохсен Махмальбаф            | Франция              |       |
| 2015 | Детство (Une enfance)                                                                | Филипп Клодель               | Франция              |       |
| 2016 | Сьераневада                                                                          | Кристи Пую                   | Румыния · Франция    |       |
| 2017 | Вроде как семья                                                                      | Диего Лерман                 | Аргентина            |       |

## Призы «Серебряный Хьюго»

### Номинация «лучший актёр»
- 2017: Александр Яценко — фильм «Аритмия»
- 2016: Адриан Титьени — фильм «Выпускной»
- 2015: Жюль Газелин, Алекси Матьё — фильм «Детство[англ.]» (Une enfance)
- 2014: Антон Ельчин — фильм «Неуправляемый»
- 2013: Роберт Венцкевич (Польша) — фильм «Валенса. Человек из надежды»
- 2012: Дени Лаван — фильм «Корпорация «Святые моторы»»
- 2011: Маджед Аль-Кадвани[англ.] (Египет) — фильм «678[англ.]»
- 2010: Юссуф Диаро[англ.] (Чад) — фильм «Человек, который кричит»
- 2009: Филиппо Тими[англ.] (Италия) — фильм «Побеждать»
- 2008: Майкл Фассбендер (Ирландия) — фильм «Голод»
- 2007: Сэм Райли (Великобритания) — фильм «Контроль»
- 1989: Йорг Гудцун (ГДР) — фильм «Фаллада – последняя глава[англ.]»
- 1987: Автандил Махарадзе (Грузия) — фильм «Покаяние»
- 1972:  Хосе Луис Лопес Васкес (Испания) — фильм «Моя дорогая сеньорита»
- 1971: Хосе Луис Лопес Васкес (Испания) — фильм «Волчий лес»

### Номинация «лучшая актриса»
- 2016: Ребекка Холл — фильм «Кристин»
- 2015: Лиззи Брошре — фильм «Полный контакт[англ.]»
- 2014: Джеральдина Чаплин — фильм «Песчаные доллары»
- 2013: Надежда Бреннике (Германия) — фильм «Банк-леди»
- 2012: Ула Скуг[англ.] — фильм «Репутация мёртвого человека[англ.]»
- 2011: Оливия Колман (Великобритания) — фильм «Тираннозавр»
- 2010: Лиана Либерато (США) — фильм «Доверие[англ.]»
- 2009: Джованна Меццоджорно (Италия) — фильм «Побеждать»
- 2008: Прити Зинта (Индия) — фильм «Рай на Земле[англ.]»
- 2007: Юй Нань (Китай) — фильм «Свадьба Туи»
- 2006: Виктория Исакова, Дарья Мороз, Анна Уколова (Россия) — фильм «Точка»
- 2003: Людивин Санье (Франция) — фильм «Маленькая Лили[англ.]»
- 2001: Николь Гарсиа, Сандрин Киберлэн (Франция) — фильм «Похищение для Бетти Фишер»

## Премии за жизненные достижения
В 2006 году режиссёр Стивен Спилберг был удостоен премии «За жизненные достижения». В 2014 году премии удостоился Кевин Клайн. Предыдущими победителями этой номинации были Ширли Маклейн, Ричард Аттенборо, Франсуа Трюффо, Джоди Фостер, Сигурни Уивер, Робин Уильямс, Мануэл де Оливейра и Клинт Иствуд.

## Премии за достижения в работе
- 2014: Майкл Китон
- 2013: Брюс Дерн
- 2005: Терренс Ховард
- 2005: Сьюзан Сарандон
- 2005: Ширли Маклейн
- 2004: Роберт Земекис
- 2004: Ирма Холл, Роберт Таунсенд[англ.] и Гарри Ленникс
- 2004: Аннетт Бенинг
- 2004: Робин Уильямс
- 2003: Николас Кейдж